# Бота (фильм)
Бота (алб. Bota) — албанский драматический фильм, снятый Айрис Элези и Томасом Логореци на студии Albfilm. Мировая премьера ленты состоялась 5 июля 2014 года в главном конкурсе на международном кинофестивале в Карловых Варах. Фильм был выдвинут Албанией на премию «Оскар-2016» в номинации «лучший фильм на иностранном языке».

## Сюжет
Действие фильма разворачивается в кафе Бота, расположенной в одной из деревень на албанской провинции, которой владеет Бени, а официантка молодая и привлекательная Нора. Бени собирал деньги, чтобы бежать в Тирану, но новости о строительстве магистрали, которая должна проходить рядом с кафе убеждают его остаться. Встречей жителей в местном кафе режиссеры пытаются передать атмосферу провинции и показать, как прошлое влияет на настоящую жизнь местного сообщества.